# Saint-Claud
Saint-Claud település Franciaországban, Charente megyében. Lakosainak száma 1033 fő (2022. január 1.). Saint-Claud Cellefrouin, Le Grand-Madieu, Lussac, Nieuil, Parzac, Saint-Laurent-de-Céris és Terres-de-Haute-Charente községekkel határos.

## Népesség
A település népessége az elmúlt években az alábbi módon változott:
| Lakosok száma | 1051 | 1128 | 1128 | 1094 | 1109 | 1074 | 1057 | 1053 | 1047 | 1033 |
|               | 1968 | 1982 | 1990 | 2006 | 2013 | 2015 | 2017 | 2019 | 2020 | 2022 |